# Blatnica (Zenica, BiH)
Blatnica je naseljeno mjesto u gradu Zenici, Federacija Bosne i Hercegovine, BiH.

## Povijest
Do potpisivanja Daytonskog mirovnog sporazuma bilo je dio istoimenog naseljenog mjesta u sastavu općine Teslić koja je ušla u sastav Republike Srpske.

## Stanovništvo
Nacionalni sastav stanovništva 2013. godine, bio je sljedeći:
ukupno: 6
- Srbi - 5
- Hrvati - 1